# Sečovská Polianka
Sečovská Polianka est un village de Slovaquie situé dans la région de Prešov.

## Histoire
Première mention écrite du village en 1272.

## Démographie

### Évolution de la population
| Année:               | 1994. | 2004.   | 2014.   | 2024.   |
| -------------------- | ----- | ------- | ------- | ------- |
| Nombre de personnes: | 2560  | 2666    | 2780    | 2619    |
| Différence:          |       | +4,14 % | +4,27 % | -5,79 % |

| Année:               | 2023. | 2024.   |
| -------------------- | ----- | ------- |
| Nombre de personnes: | 2644  | 2619    |
| Différence:          |       | -0,94 % |